# 自麥民居
自麥民居位於四川省甘孜州稻城縣，文物遺址年代判定為清。2012年7月16日公佈為第八批四川省文物保護單位。
自麥民居位於四川省甘孜藏族自治州稻城縣傍河鄉自龍村，距今已有400多年的歷史。房屋占地面積346平方米，房屋內的雕刻藝術造型逼真精工細雕，十分考究，具有極高的藝術欣賞價值。房屋共三層，底層放置雜物，二層為客廳和薩迦派經堂，三層為格魯派經堂。不同教派共存、和睦共處，這在整個藏區十分罕見。牆體上繪有白塔和佛像等藏式壁畫，具有較高的歷史，文化和科學價值，是一座極具歷史、建築、文化宗教的藝術殿堂。2008年，自麥民居被稻城縣人民政府公佈為縣級文物保護單位。